# Pałac w Lubieniu Wielkim
Pałac w Lubieniu Wielkim – parterowy, późnobarokowy pałac wybudowany w XVII w. przez Humieckich. 

## Historia
W XVII wieku Lubień Wielki należał do Stefana Humieckiego (zm. 1736). 
Pod koniec XVIII wieku, po ponad stu latach panowania Humieckich, majątek dostał się w posiadanie rodziny Świdzińskich, która przeznaczyła go na wiano Marii Świdzińskiej (zm. 1830), córki Michała (zm. 1788) i Barbary Krasińskiej (zm. 1789). 
Maria wyszła za mąż za hrabiego Józefa Jabłonowskiego (zm. 1821), członka Stanów Galicyjskich. W ten sposób majątek odziedziczyła rodzina Jabłonowskich. Począwszy od roku 1832 w pałacu wielokrotnie gościł poeta Seweryn Goszczyński. Hrabia Ludwik Józef Jabłonowski (zm. 1887), syn Józefa, sprzedał w 1849 roku pałac, majątek oraz zdrojowisko baronowi Konstantemu Brunickiemu(1820-1890), posiadaczowi dóbr Kosowiec i Małkowice. 
Następnym i ostatnim prywatnym właścicielem był br. Adolf Maurycy Brunicki (1857–1941), syn Konstantego, również posiadacz miejscowości Kosowiec i Małkowice. 
W  pałacu Brunickich mieści się obecnie placówka opiekuńcza dla dzieci. Obiekt znajduje się w parku przy ul. Zamkowej. Najlepiej do pałacu dostać się od głównej ulicy Lwowskiej (droga Lwów-Sambor).

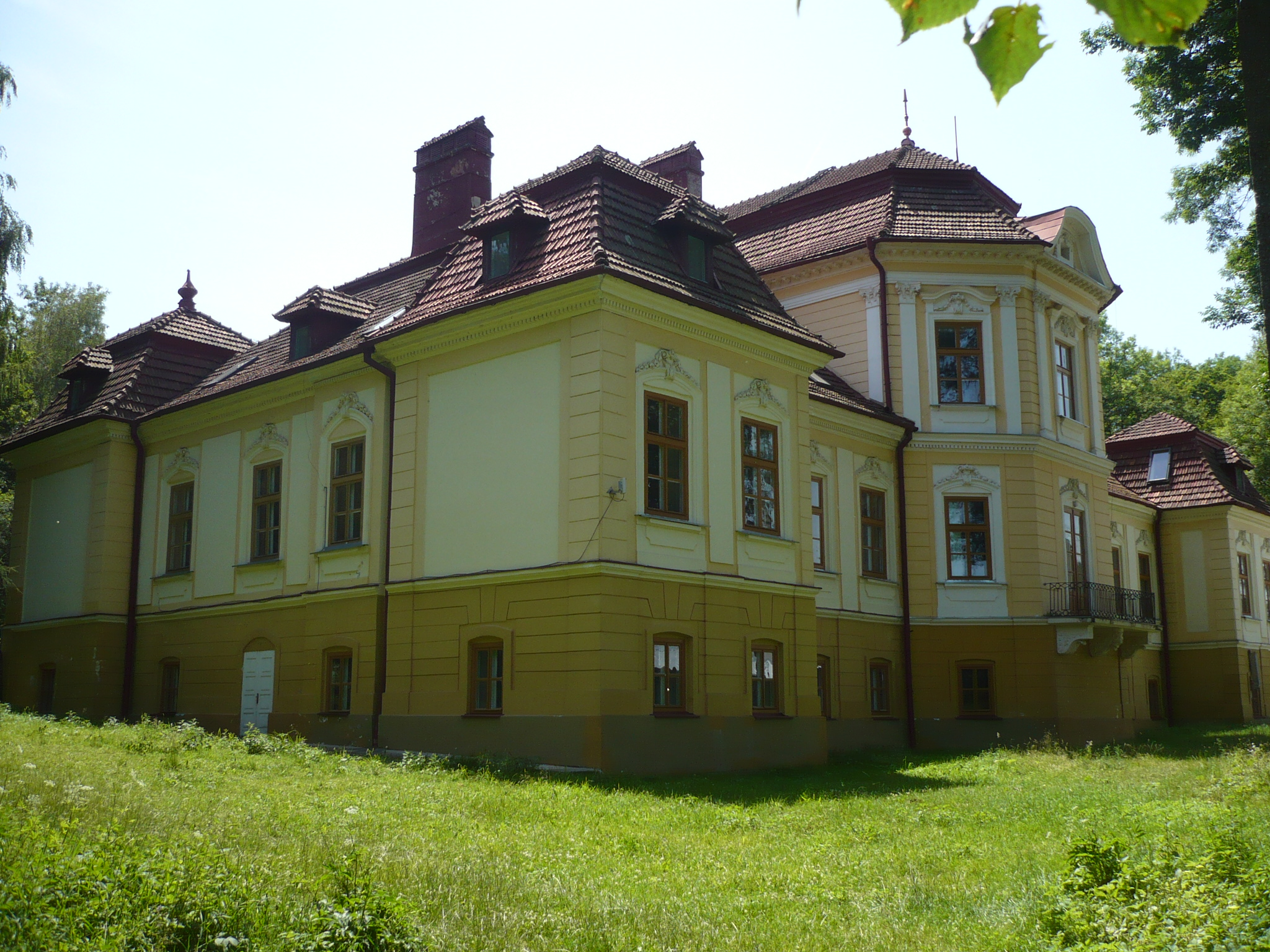
Pałac
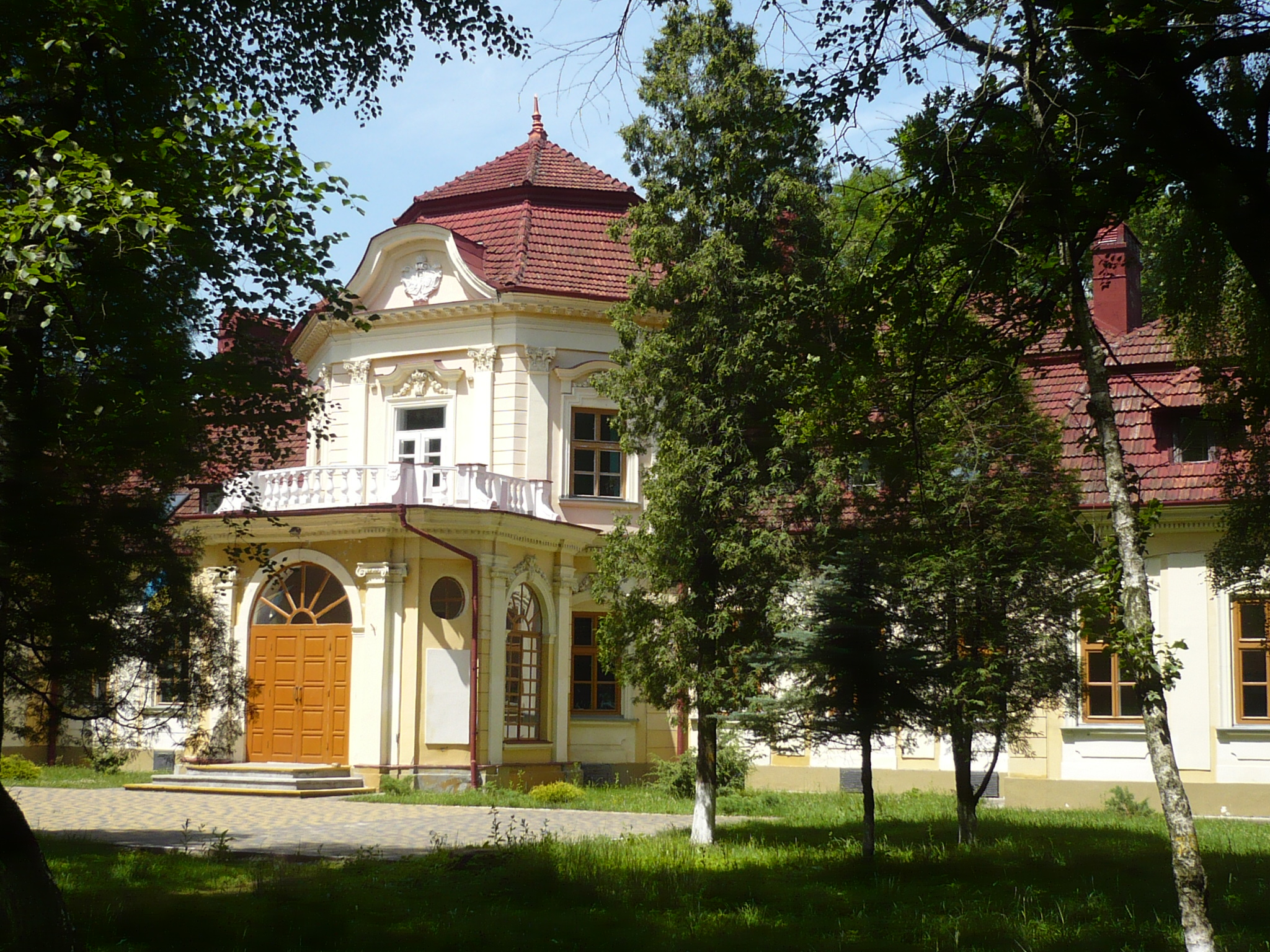
Pałac
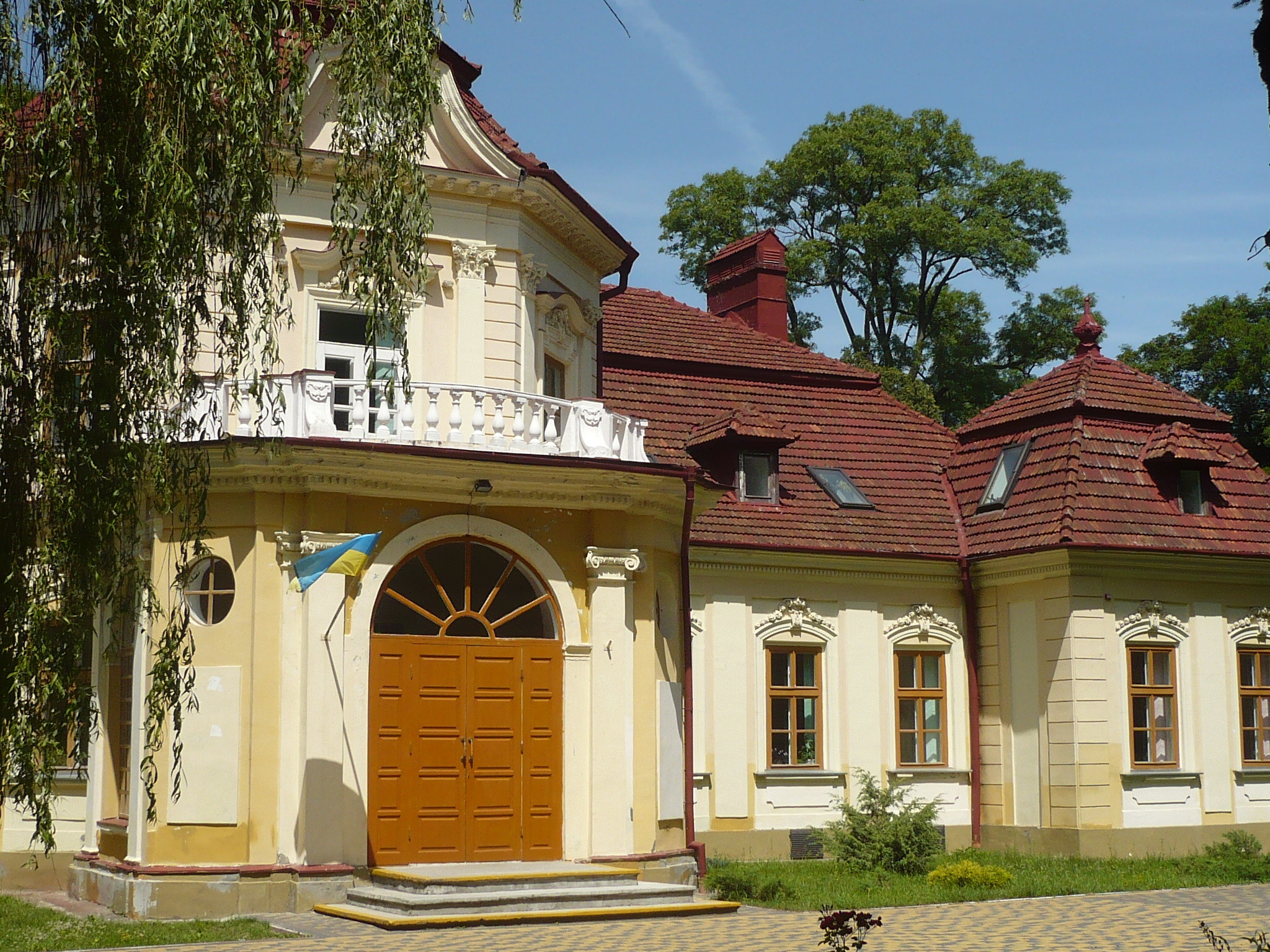
Pałac
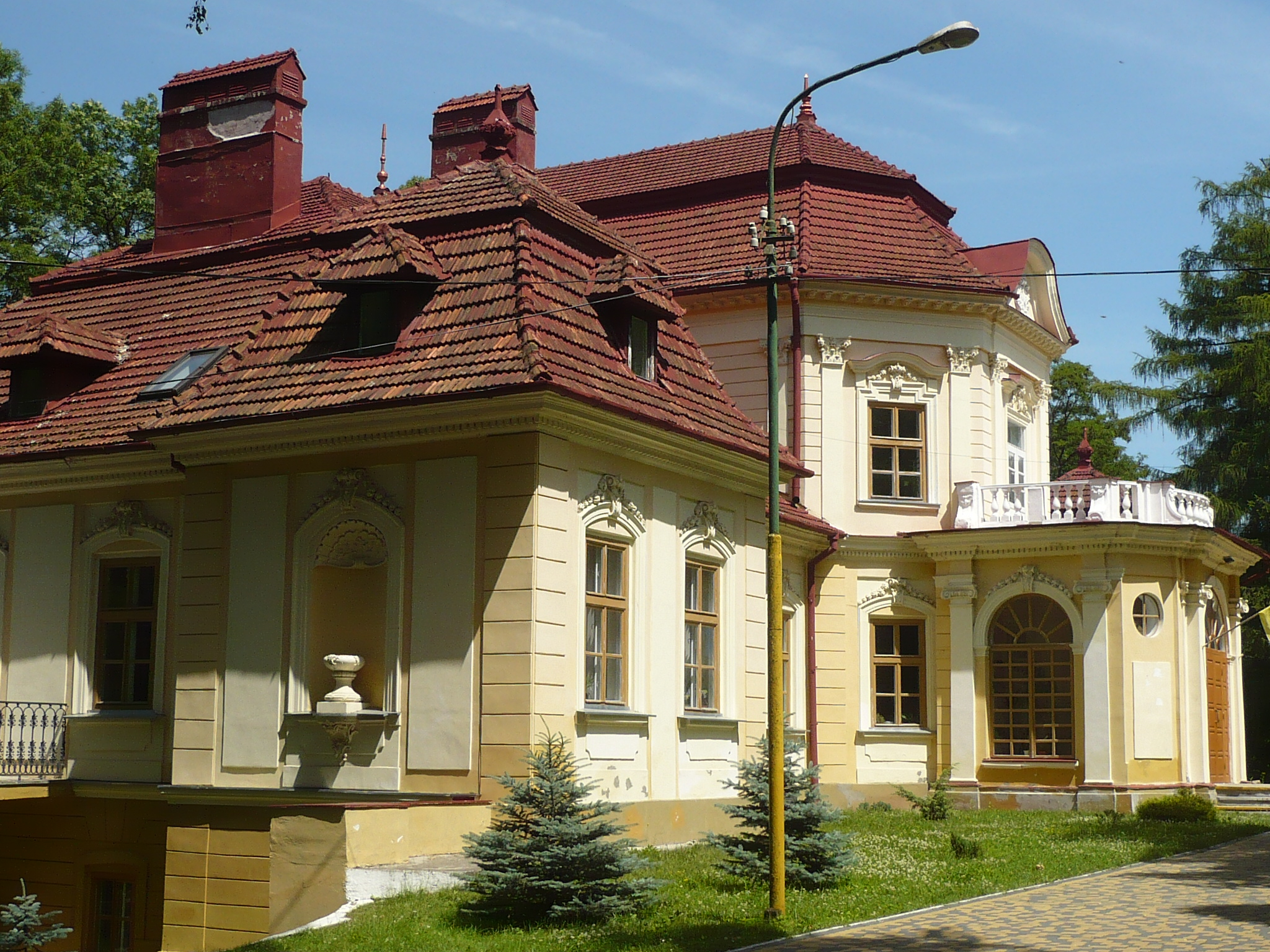
Pałac
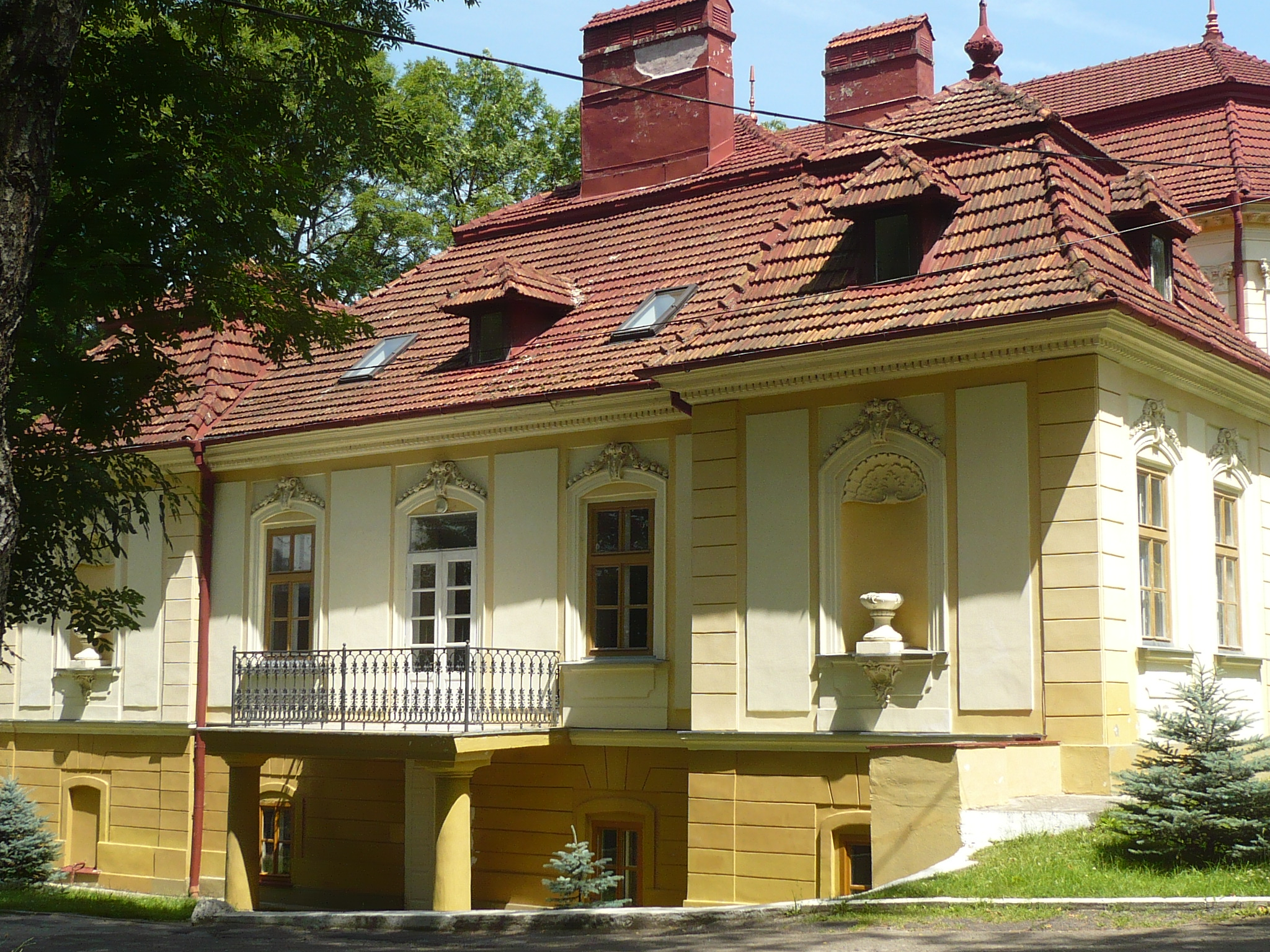
Pałac
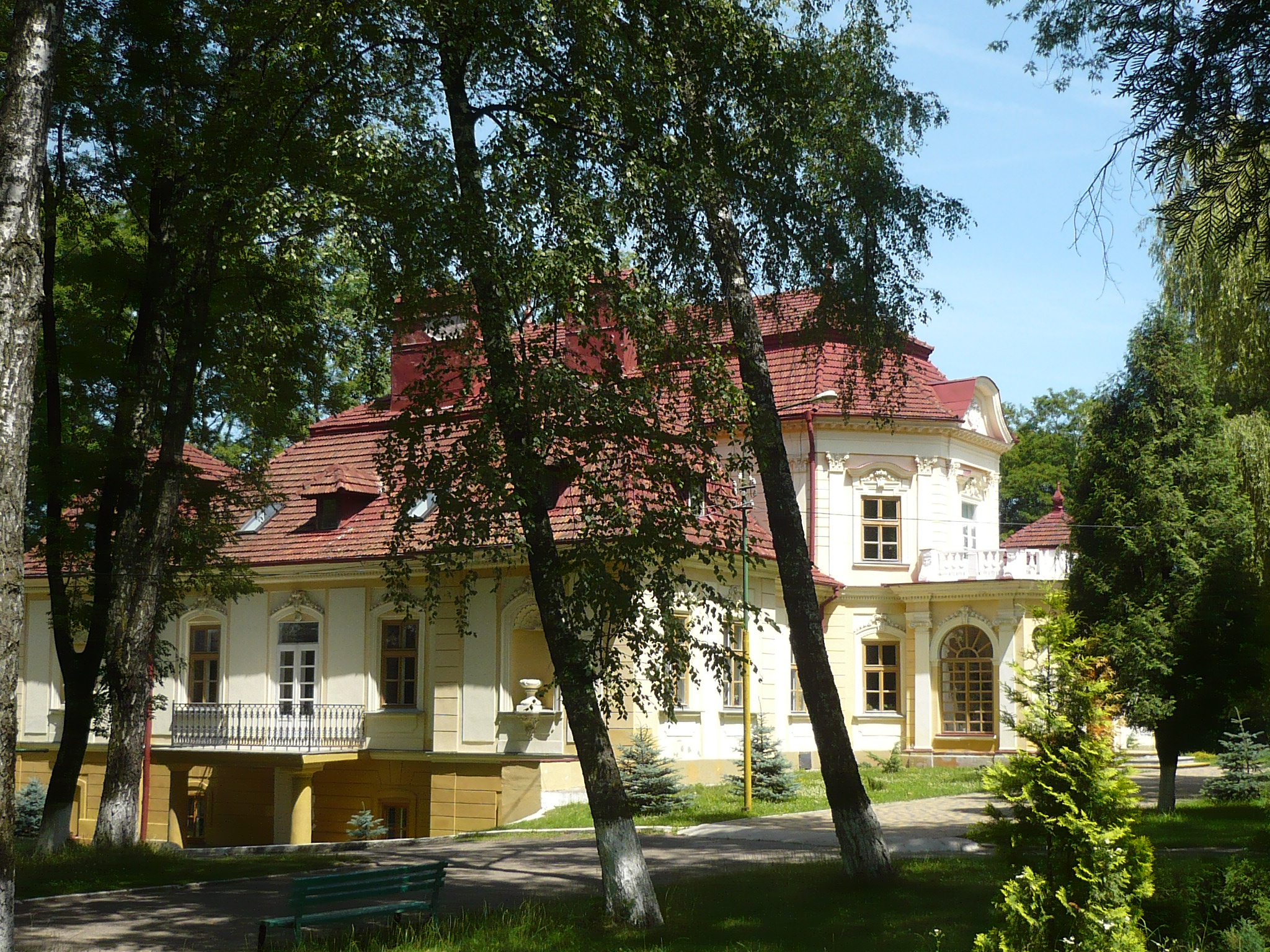
Pałac
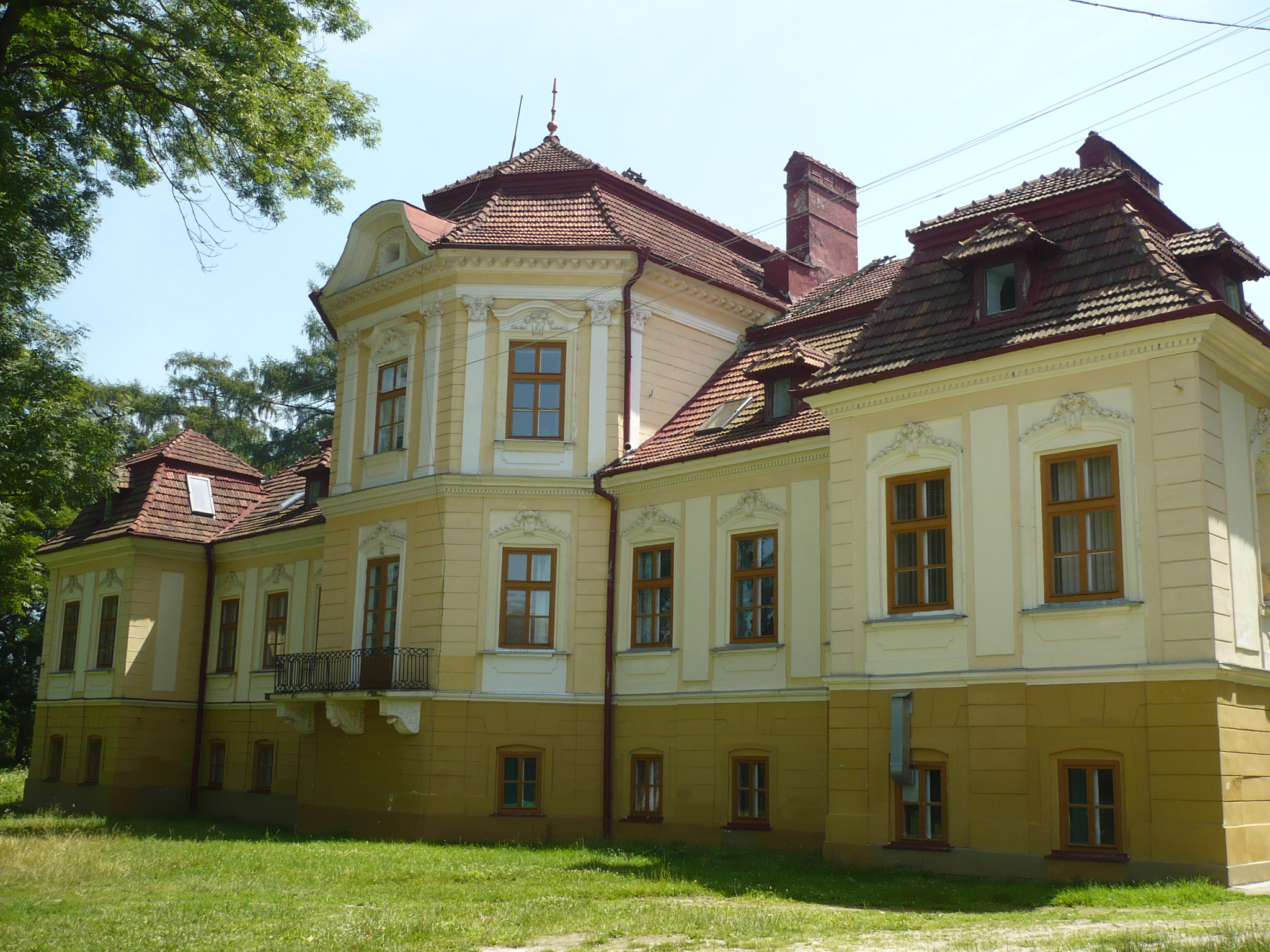
Pałac
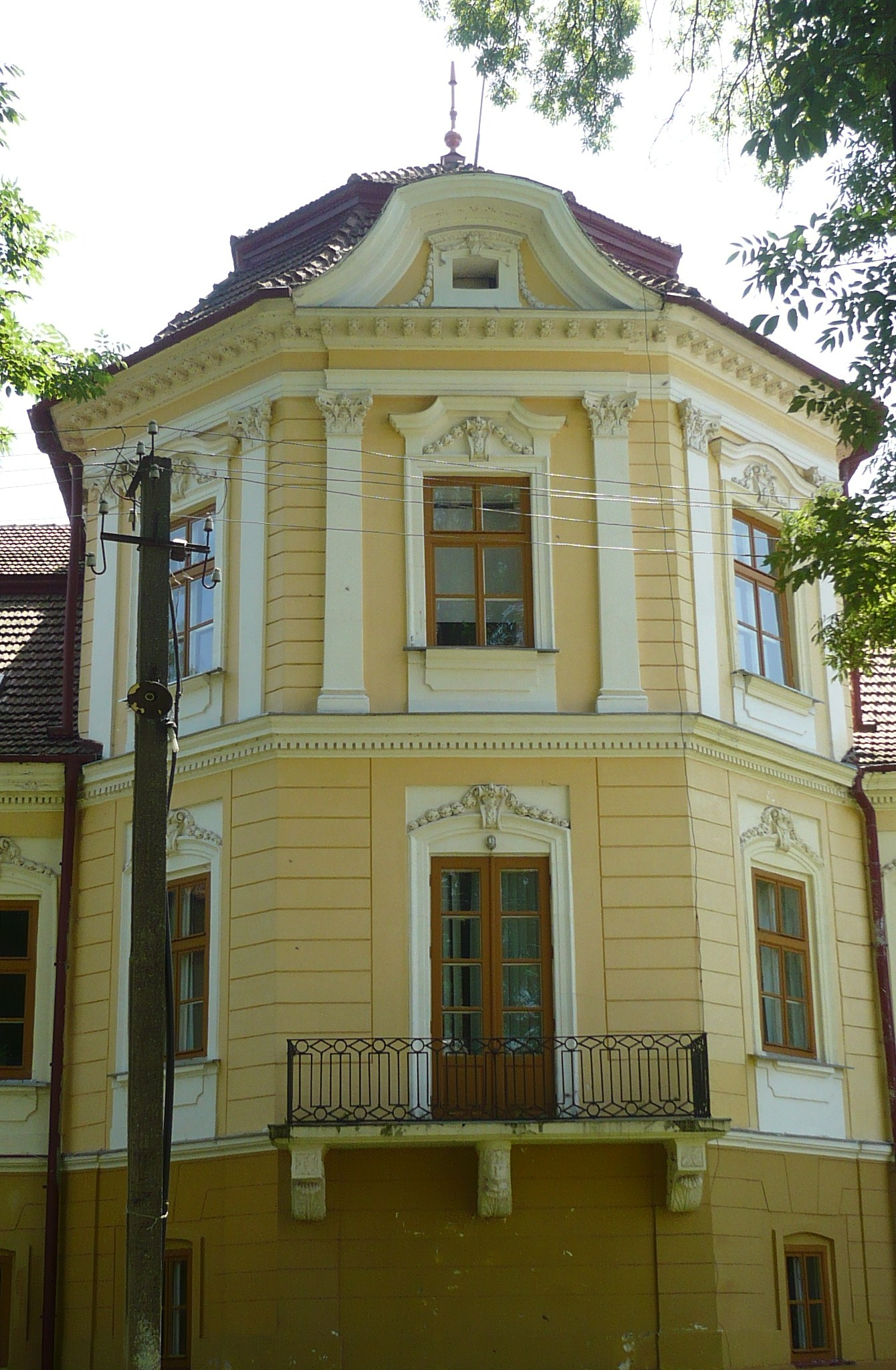
Pałac